# Berteaucourt-les-Dames

Berteaucourt-les-Dames este o comună în departamentul Somme, Franța. În 1 ianuarie 2022 avea o populație de 1.095 de locuitori.